# Ulster Grand Prix

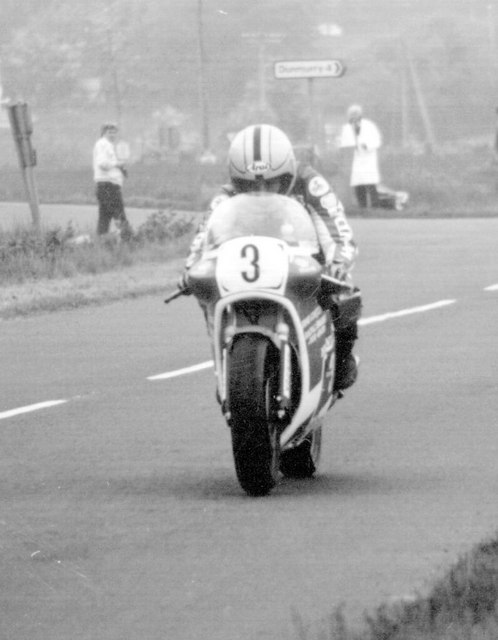
Joey Dunlop, fünffacher TT-Weltmeister, beim Ulster Grand Prix 1982

Der Ulster Grand Prix ist ein Motorrad-Straßenrennen, das jährlich auf dem Dundrod Circuit bei Belfast in Nordirland stattfindet.
Der erste Ulster Grand Prix wurde 1922 veranstaltet. In den Jahren 1935 und 1948 wurde das Rennen als Großen Preis von Europa der UEM veranstaltet – die Rennsieger der verschiedenen Hubraumkategorien gewannen damit auch jeweils den Europameister-Titel des Jahres.
Von 1949 bis 1971 zählte der Grand Prix ununterbrochen zur Motorrad-Weltmeisterschaft, von 1979 bis 1990 wurden bei der Veranstaltung Läufe zur Formula TT veranstaltet.

## Geschichte
Der Motorrad-Enthusiast und Politiker Thomas Moles erreichte durch sein Engagement, dass im Northern Ireland Assembly ein Road Races Act beschlossen wurde, der die erste Veranstaltung des Rennens am 14. Oktober 1922 erst ermöglichte. Dieser Beschluss erlaubte es, die öffentlichen Straßen, aus denen der Clady Circuit bestand, für die Zeit der Rennen für den Individualverkehr komplett zu sperren. Das erste Rennen zählte 75 Teilnehmer in vier Hubraumklassen (250, 350, 600 und über 600 cm³).
Bereits in den ersten Jahren starteten die besten Rennfahrer Großbritanniens beim Ulster Grand Prix. So trugen sich bis 1926 beispielsweise Wal Handley, Stanley Woods, Syd Crabtree und Graham Walker in die Siegerliste ein.
Im Jahr 1936 überquerten die beiden New-Imperial-Piloten Ginger Wood und Bob Foster nach über 200 Meilen Renndistanz die Ziellinie des Lightweight-Rennens (250-cm³-Klasse) derart knapp, dass die Rennleitung eine Stunde brauchte, um Wood mit einem Vorsprung von 0,2 Sekunden als Sieger auszurufen.
Die 1939er Veranstaltung wäre wegen einer Teilnehmerzahl von nur 60 Startern beinahe abgesagt worden.
Zwischen 1949 und 1971 zählte der Ulster Grand Prix zur Motorrad-Weltmeisterschaft. Im Jahr 1951 wurde der 125-cm³-Lauf nicht in die WM-Wertung genommen, da nur vier Piloten antraten. 1954 änderten die Organisatoren den Zeitplan während der Veranstaltung, da sie auf bessere Wetterbedingungen hofften. Dies führte jedoch dazu, dass der 500er-Lauf verkürzt werden musste und so nicht zur Weltmeisterschaftswertung gezählt werden konnte.
Nachdem der Ulster Grand Prix wegen des Nordirlandkonfliktes 1971 letztmals WM-Status hatte, wurde er 1972 aufgrund der politischen Situation in Nordirland komplett abgesagt.
Zwischen 1979 und 1990 zählte das Rennen zur Formula-TT-Weltmeisterschaft. Im Jahr 1987 wurde die Veranstaltung, nachdem der Deutsche Klaus Klein im TT-F1-Lauf bei starkem Regen tödlich verunglückt war, abgebrochen.
Im Jahr 1997 verunglückte beim Aufwärmtraining zum Seitenwagenrennen der einheimische Pilot Steve Galligan schwer und erlag zehn Tage später seinen Verletzungen. Bei dem Unfall wurde auch ein siebenjähriger Zuschauer getötet, weshalb die Gespann-Rennen nicht gestartet wurden.
Nachdem bereits im Jahr 2007 zwei Rennen wegen starken Regens annulliert werden mussten, fiel der Ulster Grand Prix im folgenden Jahr aufgrund schlechter Wetterbedingungen komplett aus.
Heute gehört er zusammen mit der Isle of Man TT und dem North West 200 zu den größten und wichtigsten Motorrad-Straßenrennen Großbritanniens.

## Streckenführung

Dundrod Circuit

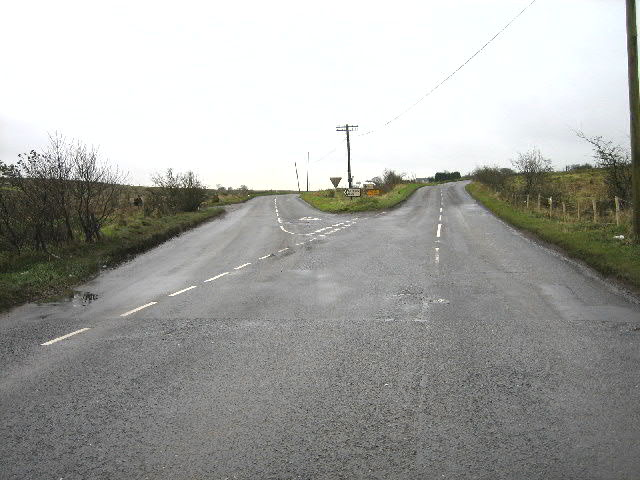
Hairpin bend am Dundrod Circuit

Der Ulster Grand Prix wurde in seiner Geschichte mit drei unterschiedlichen Streckenführungen abgehalten. Die erste Variante des Clady Circuit wurde von 1922 bis 1939 befahren und war 20,5 mi (33 km) lang. Sie beinhaltete die sehr holprige, sieben Meilen lange Gerade (Seven Mile Straight), auf der sich Start und Ziel befand, und einen Teil der zu dieser Zeit noch mit Gras bewachsenen Start- und Landebahn des Royal-Air-Force-Flugplatzes von Aldergrove (heute Belfast International Airport). Nach dem Zweiten Weltkrieg wurde von 1947 bis 1952 der nur noch 16,467 mi (26,501 km) lange, verkürzte Clady Circuit befahren.
Seit dem Jahr 1953 wird der Ulster Grand Prix auf dem 7,401 mi (11,911 km) langen Dundrod Circuit ausgetragen und zählt zu den wenigen noch verbliebenen „echten Straßenrennen“. Die Piste, die aus öffentlichen Straßen besteht, liegt in County Antrim, nicht weit entfernt vom Clady Circuit und gilt als Hochgeschwindigkeitsstrecke. Der Rundenrekord von 3 Minuten und 15,316 Sekunden, der von Peter Hickman gehalten wird, entspricht einer Durchschnittsgeschwindigkeit von 136,415 mph (219,539 km/h).

## Statistik

### Rekordsieger
| Siege | Fahrer |
| ----- | --- |
| 24    | Joey Dunlop |
| 18    | Ian Lougher |
| 14    | Phillip McCallen |
| 13    | Peter Hickman |
| 12    | Bruce Anstey |
| 11    | Guy Martin |
| 10    | Ian Hutchinson |
| 9     | Robert Dunlop, Brian Reid |
| 8     | Ryan Farquhar, Tony Rutter |
| 7     | Giacomo Agostini, Michael Dunlop, Mike Hailwood, Bob Jackson, Ray McCullough, Stanley Woods |
| 6     | John Surtees, Bill Swallow, John Williams |
| 5     | Maurice Cann, William Dunlop, Wal Handley, Ron Haslam, Tom Herron, Eddie Laycock, Darran Lindsay, Carlo Ubbiali |
| 4     | Adrian Archibald, Iain Duffus, Jason Griffiths, David Jefferies, Ivan Lintin, Jim Redman, Luigi Taveri, Joe Craig |
| 3     | Steven Cull, Leo Davenport, Geoff Duke, Christian Elkin, Freddie Frith, Gary Hocking, Robert Holden, Bill Ivy, Lee Johnston, Courtney Junk, Bill Lomas, Owen McNally, Phil Mellor, Ted Mellors, Phelim Owens, Phil Read, Donnie Robinson, Ernie Thomas, Graham Walker |

### Von 1922 bis 1939
(gefärbter Hintergrund = als Europameisterschafts-Lauf ausgetragen)
| Auflage | Jahr | Strecke | Klasse       | Sieger                              |
| ------- | ---- | ------- | ------------ | ----------------------------------- |
| 1       | 1922 | Clady   | 250 cm³      | Wal Handley (OK-Supreme-Blackburne) |
| 1       | 1922 | Clady   | 350 cm³      | Fred Andrews (Triumph-J.A.P.)       |
| 1       | 1922 | Clady   | 600 cm³      | Hubert Hassall (Norton)             |
| 1       | 1922 | Clady   | über 600 cm³ | Norman Metcalfe (Brough Superior)   |
|         |      |         |              |                                     |
| 2       | 1923 | Clady   | 250 cm³      | Wal Handley (Rex-Acme)              |
| 2       | 1923 | Clady   | 350 cm³      | Jimmy Shaw (Zenith)                 |
| 2       | 1923 | Clady   | 600 cm³      | Joe Craig (Norton)                  |
| 2       | 1923 | Clady   | über 600 cm³ | kein Starter erreichte das Ziel     |
|         |      |         |              |                                     |
| 3       | 1924 | Clady   | 250 cm³      | Jock Porter (New Gerrard)           |
| 3       | 1924 | Clady   | 350 cm³      | Fred Andrews (New Imperial)         |
| 3       | 1924 | Clady   | 600 cm³      | Joe Craig (Norton)                  |
| 3       | 1924 | Clady   | über 600 cm³ | Stanley Woods (New Imperial)        |
|         |      |         |              |                                     |
| 4       | 1925 | Clady   | 250 cm³      | Bill Colgan (Cotton)                |
| 4       | 1925 | Clady   | 350 cm³      | Gordon Burney (Royal Enfield)       |
| 4       | 1925 | Clady   | 600 cm³      | Joe Craig (Norton)                  |
| 4       | 1925 | Clady   | über 600 cm³ | Stanley Woods (New Imperial)        |
|         |      |         |              |                                     |
| 5       | 1926 | Clady   | 250 cm³      | Syd Crabtree (Crabtree-J.A.P.)      |
| 5       | 1926 | Clady   | 350 cm³      | Wal Handley (Rex-Acme)              |
| 5       | 1926 | Clady   | 600 cm³      | Graham Walker (Sunbeam)             |
| 5       | 1926 | Clady   | über 600 cm³ | Joe Craig (Norton)                  |
|         |      |         |              |                                     |
| 6       | 1927 | Clady   | 250 cm³      | Bill Colgan (Cotton)                |
| 6       | 1927 | Clady   | 350 cm³      | Charlie Dodson (Sunbeam)            |
| 6       | 1927 | Clady   | 500 cm³      | Jimmy Shaw (Norton)                 |
| 6       | 1927 | Clady   | über 600 cm³ | Alex de Gourley (Norton)            |
|         |      |         |              |                                     |
| 7       | 1928 | Clady   | 250 cm³      | F. Taylor (OK-Supreme)              |
| 7       | 1928 | Clady   | 350 cm³      | Frank Longman (Velocette)           |
| 7       | 1928 | Clady   | 500 cm³      | Graham Walker (Rudge)               |
| 7       | 1928 | Clady   | über 600 cm³ | George Brockerton (Zenith)          |
|         |      |         |              |                                     |
| 8       | 1929 | Clady   | 250 cm³      | Frank Longman (OK-Supreme)          |
| 8       | 1929 | Clady   | 350 cm³      | Leo Davenport (A.J.S.)              |
| 8       | 1929 | Clady   | 500 cm³      | Graham Walker (Rudge)               |
|         |      |         |              |                                     |
| 9       | 1930 | Clady   | 250 cm³      | Syd Gleave (SGS-J.A.P.)             |
| 9       | 1930 | Clady   | 350 cm³      | Leo Davenport (A.J.S.)              |
| 9       | 1930 | Clady   | 500 cm³      | Stanley Woods (Norton)              |
|         |      |         |              |                                     |
| 10      | 1931 | Clady   | 250 cm³      | E. Mitchell (Rudge)                 |
| 10      | 1931 | Clady   | 350 cm³      | Leo Davenport (Norton)              |
| 10      | 1931 | Clady   | 500 cm³      | Stanley Woods (Norton)              |
|         |      |         |              |                                     |
| 11      | 1932 | Clady   | 250 cm³      | Ted Mellors (New Imperial)          |
| 11      | 1932 | Clady   | 350 cm³      | Henry Tyrell-Smith (Rudge)          |
| 11      | 1932 | Clady   | 500 cm³      | Stanley Woods (Norton)              |
|         |      |         |              |                                     |
| 12      | 1933 | Clady   | 250 cm³      | Charlie Dodson (New Imperial)       |
| 12      | 1933 | Clady   | 350 cm³      | Wal Handley (Velocette)             |
| 12      | 1933 | Clady   | 500 cm³      | Stanley Woods (Norton)              |
|         |      |         |              |                                     |
| 13      | 1934 | Clady   | 250 cm³      | Ernie Nott (Rudge)                  |
| 13      | 1934 | Clady   | 350 cm³      | Jimmie Simpson (Norton)             |
| 13      | 1934 | Clady   | 500 cm³      | Walter Rusk (Velocette)             |
|         |      |         |              |                                     |
| 14      | 1935 | Clady   | 250 cm³      | Arthur Geiss (DKW)                  |
| 14      | 1935 | Clady   | 350 cm³      | Wal Handley (Velocette)             |
| 14      | 1935 | Clady   | 500 cm³      | Jimmie Guthrie (Norton)             |
|         |      |         |              |                                     |
| 15      | 1936 | Clady   | 250 cm³      | Ginger Wood (New Imperial)          |
| 15      | 1936 | Clady   | 350 cm³      | Ernie Thomas (Velocette)            |
| 15      | 1936 | Clady   | 500 cm³      | Freddie Frith (Norton)              |
|         |      |         |              |                                     |
| 16      | 1937 | Clady   | 250 cm³      | Ernie Thomas (DKW)                  |
| 16      | 1937 | Clady   | 350 cm³      | Ted Mellors (Velocette)             |
| 16      | 1937 | Clady   | 500 cm³      | Jock West (BMW)                     |
|         |      |         |              |                                     |
| 17      | 1938 | Clady   | 250 cm³      | Ernie Thomas (DKW)                  |
| 17      | 1938 | Clady   | 350 cm³      | Ted Mellors (Velocette)             |
| 17      | 1938 | Clady   | 500 cm³      | Jock West (BMW)                     |
|         |      |         |              |                                     |
| 18      | 1939 | Clady   | 250 cm³      | Les Martin (Excelsior)              |
| 18      | 1939 | Clady   | 350 cm³      | Stanley Woods (Velocette)           |
| 18      | 1939 | Clady   | 500 cm³      | Dorino Serafini (Gilera)            |

### Von 1946 bis 1948
(gefärbter Hintergrund = als Europameisterschafts-Lauf ausgetragen)
| Auflage | Jahr | Strecke | Klasse                     | Sieger                         |
| ------- | ---- | ------- | -------------------------- | ------------------------------ |
|         | 1946 | Clady   | 250 cm³                    | Les Martin (Excelsior)         |
| 350 cm³ | 1946 | Clady   | Vic Willoughby (Velocette) |                                |
| 500 cm³ | 1946 | Clady   | Bruce Graham (Norton)      |                                |
|         |      |         |                            |                                |
| 19      | 1947 | Clady   | 250 cm³                    | Maurice Cann (Moto Guzzi)      |
| 19      | 1947 | Clady   | 350 cm³                    | Johnny Lockett (Norton)        |
| 19      | 1947 | Clady   | 500 cm³                    | Artie Bell (Norton)            |
|         |      |         |                            |                                |
| 20      | 1948 | Clady   | 250 cm³                    | Maurice Cann (Moto Guzzi)      |
| 20      | 1948 | Clady   | 350 cm³                    | Freddie Frith (Velocette)      |
| 20      | 1948 | Clady   | 500 cm³                    | Enrico Lorenzetti (Moto Guzzi) |

### Von 1949 bis 1971 (im Rahmen der Motorrad-WM)
(gefärbter Hintergrund = kein Rennen im Rahmen der Motorrad-Weltmeisterschaft)
| Auflage | Jahr | Strecke | Klasse   | Sieger                          | Zweiter                            | Dritter                           | Schn. Rennrunde                                                     |
| ------- | ---- | ------- | -------- | ------------------------------- | ---------------------------------- | --------------------------------- | ------------------------------------------------------------------- |
| 21      | 1949 | Clady   | 250 cm³  | Maurice Cann (Moto Guzzi)       | Bruno Ruffo (Moto Guzzi)           | Ron Mead (Norton)                 | Maurice Cann (Moto Guzzi)                                           |
| 21      | 1949 | Clady   | 350 cm³  | Freddie Frith (Velocette)       | Charlie Salt (Velocette)           | Reg Armstrong (A.J.S.)            | Freddie Frith (Velocette)                                           |
| 21      | 1949 | Clady   | 500 cm³  | Leslie Graham (A.J.S.)          | Artie Bell (Norton)                | Nello Pagani (Gilera)             | Leslie Graham (A.J.S.)                                              |
|         |      |         |          |                                 |                                    |                                   |                                                                     |
| 22      | 1950 | Clady   | 125 cm³  | Carlo Ubbiali (F.B Mondial)     | Bruno Ruffo (F.B Mondial)          | –                                 | Carlo Ubbiali (F.B Mondial)                                         |
| 22      | 1950 | Clady   | 250 cm³  | Maurice Cann (Moto Guzzi)       | Dario Ambrosini (Benelli)          | Wilf Billington (Moto Guzzi)      | Maurice Cann (Moto Guzzi)                                           |
| 22      | 1950 | Clady   | 350 cm³  | Bob Foster (Velocette)          | Reg Armstrong (Velocette)          | Harry Hinton (Norton)             | Bob Foster (Velocette)                                              |
| 22      | 1950 | Clady   | 500 cm³  | Geoff Duke (Norton)             | Leslie Graham (A.J.S.)             | Johnny Lockett (Norton)           | Geoff Duke (Norton)                                                 |
|         |      |         |          |                                 |                                    |                                   |                                                                     |
| 23      | 1951 | Clady   | 125 cm³  | Cromie McCandless (F.B Mondial) | unbekannt                          | unbekannt                         | Cromie McCandless (F.B Mondial)                                     |
| 23      | 1951 | Clady   | 250 cm³  | Bruno Ruffo (Moto Guzzi)        | Maurice Cann (Moto Guzzi)          | Arthur Wheeler (Velocette)        | Bruno Ruffo (Moto Guzzi)                                            |
| 23      | 1951 | Clady   | 350 cm³  | Geoff Duke (Norton)             | Ken Kavanagh (Norton)              | Johnny Lockett (Norton)           | Geoff Duke (Norton)                                                 |
| 23      | 1951 | Clady   | 500 cm³  | Geoff Duke (Norton)             | Ken Kavanagh (Norton)              | Umberto Masetti (Gilera)          | Alfredo Milani (Gilera)                                             |
|         |      |         |          |                                 |                                    |                                   |                                                                     |
| 24      | 1952 | Clady   | 125 cm³  | Cecil Sandford (MV Agusta)      | Bill Lomas (MV Agusta)             | Charlie Salt (MV Agusta)          | Cecil Sandford (MV Agusta)                                          |
| 24      | 1952 | Clady   | 250 cm³  | Maurice Cann (Moto Guzzi)       | Enrico Lorenzetti (Moto Guzzi)     | Leslie Graham (Velocette)         | Enrico Lorenzetti (Moto Guzzi)                                      |
| 24      | 1952 | Clady   | 350 cm³  | Ken Kavanagh (Norton)           | Reg Armstrong (Norton)             | Rod Coleman (A.J.S.)              | Ken Kavanagh (Norton)                                               |
| 24      | 1952 | Clady   | 500 cm³  | Cromie McCandless (Gilera)      | Rod Coleman (A.J.S.)               | Bill Lomas (MV Agusta)            | Leslie Graham (MV Agusta)                                           |
|         |      |         |          |                                 |                                    |                                   |                                                                     |
| 25      | 1953 | Dundrod | 125 cm³  | Werner Haas (NSU)               | Cecil Sandford (MV Agusta)         | Reg Armstrong (NSU)               | Werner Haas (NSU)                                                   |
| 25      | 1953 | Dundrod | 250 cm³  | Reg Armstrong (NSU)             | Werner Haas (NSU)                  | Fergus Anderson (Moto Guzzi)      | Reg Armstrong (NSU)                                                 |
| 25      | 1953 | Dundrod | 350 cm³  | Ken Mudford (Norton)            | Bob McIntyre (A.J.S.)              | Rod Coleman (A.J.S.)              | Ken Mudford (Norton)                                                |
| 25      | 1953 | Dundrod | 500 cm³  | Ken Kavanagh (Norton)           | Geoff Duke (Gilera)                | Jack Brett (Norton)               | Ken Kavanagh (Norton) und Geoff Duke (Gilera)                       |
| 25      | 1953 | Dundrod | Gespanne | Smith / Nutt (Norton)           | Harris / Campbell (Norton)         | Drion / Stoll-Laforge (Norton)    | Oliver / Dobelli (Norton)                                           |
|         |      |         |          |                                 |                                    |                                   |                                                                     |
| 26      | 1954 | Dundrod | 125 cm³  | Rupert Hollaus (NSU)            | Hermann Paul Müller (NSU)          | Hans Baltisberger (NSU)           | Carlo Ubbiali (MV Agusta)                                           |
| 26      | 1954 | Dundrod | 250 cm³  | Werner Haas (NSU)               | Hans Baltisberger (NSU)            | Hermann Paul Müller (NSU)         | Werner Haas (NSU), Rupert Hollaus (NSU) und Hans Baltisberger (NSU) |
| 26      | 1954 | Dundrod | 350 cm³  | Ray Amm (Norton)                | Jack Brett (Norton)                | Bob McIntyre (A.J.S.)             | Ray Amm (Norton)                                                    |
| 26      | 1954 | Dundrod | 500 cm³  | Ray Amm (Norton)                | unbekannt                          | unbekannt                         | Ray Amm (Norton)                                                    |
| 26      | 1954 | Dundrod | Gespanne | Oliver / Dobelli (Norton)       | Smith / Dibben (Norton)            | Noll / Cron (BMW)                 | Oliver / Dobelli (Norton)                                           |
|         |      |         |          |                                 |                                    |                                   |                                                                     |
| 27      | 1955 | Dundrod | 250 cm³  | John Surtees (NSU)              | Sammy Miller (NSU)                 | Umberto Masetti (MV Agusta)       | John Surtees (NSU)                                                  |
| 27      | 1955 | Dundrod | 350 cm³  | Bill Lomas (Moto Guzzi)         | John Hartle (Norton)               | John Surtees (Norton)             | Bill Lomas (Moto Guzzi)                                             |
| 27      | 1955 | Dundrod | 500 cm³  | Bill Lomas (Moto Guzzi)         | John Hartle (Norton)               | Dickie Dale (Moto Guzzi)          | Bill Lomas (Moto Guzzi)                                             |
|         |      |         |          |                                 |                                    |                                   |                                                                     |
| 28      | 1956 | Dundrod | 125 cm³  | Carlo Ubbiali (MV Agusta)       | Romolo Ferri (Gilera)              | Bill Webster (MV Agusta)          | Carlo Ubbiali (MV Agusta)                                           |
| 28      | 1956 | Dundrod | 250 cm³  | Luigi Taveri (MV Agusta)        | Sammy Miller (NSU)                 | Arthur Wheeler (Moto Guzzi)       | Carlo Ubbiali (MV Agusta)                                           |
| 28      | 1956 | Dundrod | 350 cm³  | Bill Lomas (Moto Guzzi)         | Dickie Dale (Moto Guzzi)           | John Hartle (Norton)              | Bill Lomas (Moto Guzzi)                                             |
| 28      | 1956 | Dundrod | 500 cm³  | John Hartle (Norton)            | Bob Brown (Matchless)              | Peter Murphy (Matchless)          | Geoff Duke (Gilera)                                                 |
| 28      | 1956 | Dundrod | Gespanne | Noll / Cron (BMW)               | Harris / Campbell (Norton)         | Camathias / Büla (BMW)            | Noll / Cron (BMW)                                                   |
|         |      |         |          |                                 |                                    |                                   |                                                                     |
| 29      | 1957 | Dundrod | 125 cm³  | Luigi Taveri (MV Agusta)        | Tarquinio Provini (F.B Mondial)    | Remo Venturi (MV Agusta)          | Tarquinio Provini (F.B Mondial)                                     |
| 29      | 1957 | Dundrod | 250 cm³  | Cecil Sandford (F.B Mondial)    | Dave Chadwick (MV Agusta)          | Tommy Robb (NSU)                  | Dave Chadwick (MV Agusta)                                           |
| 29      | 1957 | Dundrod | 350 cm³  | Keith Campbell (Moto Guzzi)     | Keith Bryen (Moto Guzzi)           | Libero Liberati (Gilera)          | Keith Bryen (Moto Guzzi)                                            |
| 29      | 1957 | Dundrod | 500 cm³  | Libero Liberati (Gilera)        | Bob McIntyre (Gilera)              | Geoff Duke (Gilera)               | John Surtees (MV Agusta)                                            |
|         |      |         |          |                                 |                                    |                                   |                                                                     |
| 30      | 1958 | Dundrod | 125 cm³  | Carlo Ubbiali (MV Agusta)       | Luigi Taveri (Ducati)              | Dave Chadwick (Ducati)            | Alberto Gandossi (Ducati)                                           |
| 30      | 1958 | Dundrod | 250 cm³  | Tarquinio Provini (MV Agusta)   | Tommy Robb (NSU)                   | Dave Chadwick (MV Agusta)         | Tarquinio Provini (MV Agusta)                                       |
| 30      | 1958 | Dundrod | 350 cm³  | John Surtees (MV Agusta)        | John Hartle (MV Agusta)            | Terry Shepherd (Norton)           | John Surtees (MV Agusta) und John Hartle (MV Agusta)                |
| 30      | 1958 | Dundrod | 500 cm³  | John Surtees (MV Agusta)        | Bob McIntyre (Norton)              | John Hartle (MV Agusta)           | John Surtees (MV Agusta)                                            |
|         |      |         |          |                                 |                                    |                                   |                                                                     |
| 31      | 1959 | Dundrod | 125 cm³  | Mike Hailwood (Ducati)          | Gary Hocking (MZ)                  | Ernst Degner (MZ)                 | Mike Hailwood (Ducati)                                              |
| 31      | 1959 | Dundrod | 250 cm³  | Gary Hocking (MZ)               | Mike Hailwood (F.B Mondial)        | Ernst Degner (MZ)                 | Gary Hocking (MZ)                                                   |
| 31      | 1959 | Dundrod | 350 cm³  | John Surtees (MV Agusta)        | Bob Brown (Norton)                 | Geoff Duke (Norton)               | John Hartle (MV Agusta)                                             |
| 31      | 1959 | Dundrod | 500 cm³  | John Surtees (MV Agusta)        | Bob McIntyre (Norton)              | Geoff Duke (Norton)               | John Surtees (MV Agusta)                                            |
|         |      |         |          |                                 |                                    |                                   |                                                                     |
| 32      | 1960 | Dundrod | 125 cm³  | Carlo Ubbiali (MV Agusta)       | Gary Hocking (MV Agusta)           | Ernst Degner (MZ)                 | Ernst Degner (MZ)                                                   |
| 32      | 1960 | Dundrod | 250 cm³  | Carlo Ubbiali (MV Agusta)       | Tom Phillis (Honda)                | Jim Redman (Honda)                | Carlo Ubbiali (MV Agusta)                                           |
| 32      | 1960 | Dundrod | 350 cm³  | John Surtees (MV Agusta)        | John Hartle (Norton)               | Hugh Anderson (A.J.S.)            | Alan Shepherd (A.J.S.)                                              |
| 32      | 1960 | Dundrod | 500 cm³  | John Hartle (Norton)            | John Surtees (MV Agusta)           | Alan Shepherd (Matchless)         | John Surtees (MV Agusta)                                            |
|         |      |         |          |                                 |                                    |                                   |                                                                     |
| 33      | 1961 | Dundrod | 125 cm³  | Kunimitsu Takahashi (Honda)     | Ernst Degner (MZ)                  | Tom Phillis (Honda)               | Tom Phillis (Honda)                                                 |
| 33      | 1961 | Dundrod | 250 cm³  | Bob McIntyre (Honda)            | Mike Hailwood (Honda)              | Jim Redman (Honda)                | Bob McIntyre (Honda)                                                |
| 33      | 1961 | Dundrod | 350 cm³  | Gary Hocking (MV Agusta)        | Alastair King (Bianchi)            | František Šťastný (Jawa)          | Gary Hocking (MV Agusta)                                            |
| 33      | 1961 | Dundrod | 500 cm³  | Gary Hocking (MV Agusta)        | Mike Hailwood (Norton)             | Alastair King (Norton)            | Gary Hocking (MV Agusta)                                            |
|         |      |         |          |                                 |                                    |                                   |                                                                     |
| 34      | 1962 | Dundrod | 125 cm³  | Luigi Taveri (Honda)            | Tommy Robb (Honda)                 | Jim Redman (Honda)                | Tommy Robb (Honda)                                                  |
| 34      | 1962 | Dundrod | 250 cm³  | Tommy Robb (Honda)              | Jim Redman (Honda)                 | Luigi Taveri (Honda)              | Luigi Taveri (Honda)                                                |
| 34      | 1962 | Dundrod | 350 cm³  | Jim Redman (Honda)              | František Šťastný (Jawa)           | Tommy Robb (Honda)                | Mike Hailwood (MV Agusta)                                           |
| 34      | 1962 | Dundrod | 500 cm³  | Mike Hailwood (MV Agusta)       | Alan Shepherd (Matchless)          | Phil Read (Norton)                | Mike Hailwood (MV Agusta)                                           |
|         |      |         |          |                                 |                                    |                                   |                                                                     |
| 35      | 1963 | Dundrod | 125 cm³  | Hugh Anderson (Suzuki)          | Bert Schneider (Suzuki)            | Luigi Taveri (Honda)              | Bert Schneider (Suzuki)                                             |
| 35      | 1963 | Dundrod | 250 cm³  | Jim Redman (Honda)              | Tarquinio Provini (Morini)         | Tommy Robb (Honda)                | Tarquinio Provini (Morini)                                          |
| 35      | 1963 | Dundrod | 350 cm³  | Jim Redman (Honda)              | Mike Hailwood (MV Agusta)          | Luigi Taveri (Honda)              | Jim Redman (Honda)                                                  |
| 35      | 1963 | Dundrod | 500 cm³  | Mike Hailwood (MV Agusta)       | John Hartle (Gilera)               | Derek Minter (Gilera)             | Mike Hailwood (MV Agusta)                                           |
|         |      |         |          |                                 |                                    |                                   |                                                                     |
| 36      | 1964 | Dundrod | 125 cm³  | Hugh Anderson (Suzuki)          | Luigi Taveri (Honda)               | Ralph Bryans (Honda)              | Hugh Anderson (Suzuki)                                              |
| 36      | 1964 | Dundrod | 250 cm³  | Phil Read (Yamaha)              | Jim Redman (Honda)                 | Ralph Bryans (Honda)              | Phil Read (Yamaha)                                                  |
| 36      | 1964 | Dundrod | 350 cm³  | Jim Redman (Honda)              | Mike Duff (A.J.S.)                 | Gustav Havel (Jawa)               | Jim Redman (Honda)                                                  |
| 36      | 1964 | Dundrod | 500 cm³  | Phil Read (Norton)              | Dick Creith (Norton)               | Jack Ahearn (Norton)              | Phil Read (Norton)                                                  |
|         |      |         |          |                                 |                                    |                                   |                                                                     |
| 37      | 1965 | Dundrod | 125 cm³  | Ernst Degner (Suzuki)           | Klaus Enderlein (MZ)               | Derek Woodman (MZ)                | Ernst Degner (Suzuki)                                               |
| 37      | 1965 | Dundrod | 250 cm³  | Phil Read (Yamaha)              | Mike Duff (Yamaha)                 | Derek Woodman (MZ)                | Phil Read (Yamaha)                                                  |
| 37      | 1965 | Dundrod | 350 cm³  | František Šťastný (Jawa)        | Bruce Beale (Honda)                | Gustav Havel (Jawa)               | Jim Redman (Honda)                                                  |
| 37      | 1965 | Dundrod | 500 cm³  | Dick Creith (Norton)            | Paddy Driver (Matchless)           | Chris Conn (Norton)               | Paddy Driver (Matchless)                                            |
|         |      |         |          |                                 |                                    |                                   |                                                                     |
| 38      | 1966 | Dundrod | 125 cm³  | Luigi Taveri (Honda)            | Ralph Bryans (Honda)               | Phil Read (Yamaha)                | Ralph Bryans (Honda)                                                |
| 38      | 1966 | Dundrod | 250 cm³  | Ginger Molloy (Bultaco)         | Gyula Marsovszky (Bultaco)         | Kevin Cass (Bultaco)              | Phil Read (Yamaha)                                                  |
| 38      | 1966 | Dundrod | 350 cm³  | Mike Hailwood (Honda)           | Giacomo Agostini (MV Agusta)       | Tommy Robb (Bultaco)              | Mike Hailwood (Honda)                                               |
| 38      | 1966 | Dundrod | 500 cm³  | Mike Hailwood (Honda)           | Giacomo Agostini (MV Agusta)       | František Šťastný (Jawa-ČZ)       | Mike Hailwood (Honda)                                               |
|         |      |         |          |                                 |                                    |                                   |                                                                     |
| 39      | 1967 | Dundrod | 125 cm³  | Bill Ivy (Yamaha)               | Phil Read (Yamaha)                 | Stuart Graham (Suzuki)            | Bill Ivy (Yamaha)                                                   |
| 39      | 1967 | Dundrod | 250 cm³  | Mike Hailwood (Honda)           | Ralph Bryans (Honda)               | Bill Ivy (Yamaha)                 | Mike Hailwood (Honda)                                               |
| 39      | 1967 | Dundrod | 350 cm³  | Giacomo Agostini (MV Agusta)    | Ralph Bryans (Honda)               | Heinz Rosner (MZ)                 | Giacomo Agostini (MV Agusta)                                        |
| 39      | 1967 | Dundrod | 500 cm³  | Mike Hailwood (Honda)           | John Hartle (Métisse-Matchless)    | Jack Findlay (McIntyre-Matchless) | Mike Hailwood (Honda)                                               |
|         |      |         |          |                                 |                                    |                                   |                                                                     |
| 40      | 1968 | Dundrod | 125 cm³  | Bill Ivy (Yamaha)               | Phil Read (Yamaha)                 | Heinz Rosner (MZ)                 | Phil Read (Yamaha)                                                  |
| 40      | 1968 | Dundrod | 250 cm³  | Bill Ivy (Yamaha)               | Heinz Rosner (MZ)                  | Rodney Gould (Bultaco-Yamaha)     | Bill Ivy (Yamaha)                                                   |
| 40      | 1968 | Dundrod | 350 cm³  | Giacomo Agostini (MV Agusta)    | Kel Carruthers (Métisse-Aermacchi) | Brian Steenson (Aermacchi)        | Giacomo Agostini (MV Agusta)                                        |
| 40      | 1968 | Dundrod | 500 cm³  | Giacomo Agostini (MV Agusta)    | Robin Fitton (Norton)              | John Hartle (Métisse-Matchless)   | Giacomo Agostini (MV Agusta)                                        |
|         |      |         |          |                                 |                                    |                                   |                                                                     |
| 41      | 1969 | Dundrod | 50 cm³   | Ángel Nieto (Derbi)             | Jan de Vries (Kreidler)            | Frank Whiteway (Crooks-Suzuki)    | Paul Lodewijkx (Jamathi)                                            |
| 41      | 1969 | Dundrod | 250 cm³  | Kel Carruthers (Benelli)        | Kent Andersson (Yamaha)            | Ray McCullough (Yamaha)           | Kel Carruthers (Benelli)                                            |
| 41      | 1969 | Dundrod | 350 cm³  | Giacomo Agostini (MV Agusta)    | Heinz Rosner (MZ)                  | Cecil Crawford (Aermacchi)        | Giacomo Agostini (MV Agusta)                                        |
| 41      | 1969 | Dundrod | 500 cm³  | Giacomo Agostini (MV Agusta)    | Brian Steenson (Seeley)            | Malcolm Uphill (Norton)           | Giacomo Agostini (MV Agusta)                                        |
| 41      | 1969 | Dundrod | Gespanne | Enders / Engelhardt (BMW)       | Schauzu / Schneider (BMW)          | Linnarz / Kühnemund (BMW)         | Enders / Engelhardt (BMW)                                           |
|         |      |         |          |                                 |                                    |                                   |                                                                     |
| 42      | 1970 | Dundrod | 50 cm³   | Ángel Nieto (Derbi)             | Salvador Cañellas (Derbi)          | Aalt Toersen (Jamathi)            | Ángel Nieto (Derbi)                                                 |
| 42      | 1970 | Dundrod | 250 cm³  | Kel Carruthers (Yamaha)         | Rodney Gould (Yamaha)              | Paul Smart (Yamaha)               | Kel Carruthers (Yamaha)                                             |
| 42      | 1970 | Dundrod | 350 cm³  | Giacomo Agostini (MV Agusta)    | Günter Bartusch (MZ)               | Tommy Robb (Yamaha)               | Giacomo Agostini (MV Agusta)                                        |
| 42      | 1970 | Dundrod | 500 cm³  | Giacomo Agostini (MV Agusta)    | Ginger Molloy (Kawasaki)           | Percy Tait (Seeley)               | Giacomo Agostini (MV Agusta)                                        |
| 42      | 1970 | Dundrod | Gespanne | Enders / Engelhardt (BMW)       | Schauzu / Rutterford (BMW)         | Castella / Castella (BMW)         | Enders / Engelhardt (BMW)                                           |
|         |      |         |          |                                 |                                    |                                   |                                                                     |
| 43      | 1971 | Dundrod | 50 cm³   | annulliert                      | annulliert                         | annulliert                        | annulliert                                                          |
| 43      | 1971 | Dundrod | 250 cm³  | Ray McCullough (Yamsel)         | Jarno Saarinen (Yamaha)            | Dieter Braun (Yamaha)             | Ray McCullough (Yamsel)                                             |
| 43      | 1971 | Dundrod | 350 cm³  | Peter Williams (MZ)             | Dieter Braun (Yamaha)              | Tony Jefferies (Yamsel)           | Jarno Saarinen (Yamaha)                                             |
| 43      | 1971 | Dundrod | 500 cm³  | Jack Findlay (Jada-Suzuki)      | Rob Bron (Suzuki)                  | Tommy Robb (Seeley)               | Jack Findlay (Jada-Suzuki)                                          |
| 43      | 1971 | Dundrod | Gespanne | Owesle / Rutterford (Münch-URS) | Schauzu / Wolfgang Kalauch (BMW)   | Luthringshauser / Cusnik (BMW)    | Owesle / Rutterford (Münch-URS)                                     |

### Seit 1972
(gefärbter Hintergrund = im Rahmen der Formula TT ausgetragen)
|    | 1972 | Kein Grand Prix. | Kein Grand Prix.                                                                | Kein Grand Prix.                             | Kein Grand Prix. | Kein Grand Prix. |
|    |      |                  |                                                                                 |                                              |                  |                  |
| 44 | 1973 | Dundrod          | 250 cm³                                                                         | John Williams (Yamaha)                       |                  |                  |
| 44 | 1973 | Dundrod          | 350 cm³                                                                         | John Williams (Yamaha)                       |                  |                  |
| 44 | 1973 | Dundrod          | 500 cm³                                                                         | John Williams (Yamaha)                       |                  |                  |
| 44 | 1973 | Dundrod          | Gespanne                                                                        | Dennis Keen / Dave Houghton (König)          |                  |                  |
|    |      |                  |                                                                                 |                                              |                  |                  |
| 45 | 1974 | Dundrod          | 250 cm³                                                                         | Austin Hockley (Yamaha)                      |                  |                  |
| 45 | 1974 | Dundrod          | 350 cm³                                                                         | Tony Rutter (Yamaha)                         |                  |                  |
| 45 | 1974 | Dundrod          | 500 cm³                                                                         | Tony Rutter (Yamaha)                         |                  |                  |
| 45 | 1974 | Dundrod          | Gespanne                                                                        | Dave Edgington / Tim Samways (Windle-König)  |                  |                  |
|    |      |                  |                                                                                 |                                              |                  |                  |
| 46 | 1975 | Dundrod          | 250 cm³                                                                         | Tony Rutter (Yamaha)                         |                  |                  |
| 46 | 1975 | Dundrod          | 350 cm³                                                                         | Ray McCullough (Yamaha)                      |                  |                  |
| 46 | 1975 | Dundrod          | 500 cm³                                                                         | Mervyn Robinson (Yamaha)                     |                  |                  |
| 46 | 1975 | Dundrod          | 1000 cm³                                                                        | Percy Tait (Yamaha)                          |                  |                  |
| 46 | 1975 | Dundrod          | Gespanne                                                                        | Ronnie McConnell / G. Stewart (Triumph)      |                  |                  |
|    |      |                  |                                                                                 |                                              |                  |                  |
| 47 | 1976 | Dundrod          | 250 cm³                                                                         | Ray McCullough (Yamaha)                      |                  |                  |
| 47 | 1976 | Dundrod          | 350 cm³                                                                         | Ray McCullough (Yamaha)                      |                  |                  |
| 47 | 1976 | Dundrod          | 500 cm³                                                                         | Stan Woods (Suzuki)                          |                  |                  |
| 47 | 1976 | Dundrod          | 1000 cm³                                                                        | Geoff Barry (Yamaha)                         |                  |                  |
|    |      |                  |                                                                                 |                                              |                  |                  |
| 48 | 1977 | Dundrod          | 250 cm³                                                                         | Tom Herron (Yamaha)                          |                  |                  |
| 48 | 1977 | Dundrod          | 350 cm³                                                                         | Tom Herron (Yamaha)                          |                  |                  |
| 48 | 1977 | Dundrod          | 500 cm³                                                                         | John Williams (Suzuki)                       |                  |                  |
| 48 | 1977 | Dundrod          | 1000 cm³                                                                        | John Williams (Yamaha)                       |                  |                  |
| 48 | 1977 | Dundrod          | Gespanne                                                                        | Mick Boddice / Chas Birks (Woodhouse-Yamaha) |                  |                  |
|    |      |                  |                                                                                 |                                              |                  |                  |
| 49 | 1978 | Dundrod          | 250 cm³                                                                         | Tom Herron (Yamaha)                          |                  |                  |
| 49 | 1978 | Dundrod          | 350 cm³                                                                         | Jon Ekerold (Yamaha)                         |                  |                  |
| 49 | 1978 | Dundrod          | 500 cm³                                                                         | John Williams (Suzuki)                       |                  |                  |
| 49 | 1978 | Dundrod          | 1000 cm³                                                                        | Tom Herron (Yamaha)                          |                  |                  |
| 49 | 1978 | Dundrod          | Formel I                                                                        | Tom Herron (Honda)                           |                  |                  |
| 49 | 1978 | Dundrod          | Gespanne                                                                        | Mick Boddice / ? (Yamaha)                    |                  |                  |
|    |      |                  |                                                                                 |                                              |                  |                  |
| 50 | 1979 | Dundrod          | 250 cm³                                                                         | Ray McCullough (Yamaha)                      |                  |                  |
| 50 | 1979 | Dundrod          | 350 cm³                                                                         | Donnie Robinson (Yamaha)                     |                  |                  |
| 50 | 1979 | Dundrod          | 500 cm³                                                                         | Joey Dunlop (Suzuki)                         |                  |                  |
| 50 | 1979 | Dundrod          | 1000 cm³                                                                        | Joey Dunlop (Yamaha)                         |                  |                  |
| 50 | 1979 | Dundrod          | Formel I                                                                        | Ron Haslam (Honda)                           |                  |                  |
| 50 | 1979 | Dundrod          | Formel II                                                                       | Alan Jackson sr. (Honda)                     |                  |                  |
| 50 | 1979 | Dundrod          | Formel III                                                                      | Barry Smith (Yamaha)                         |                  |                  |
|    |      |                  |                                                                                 |                                              |                  |                  |
| 51 | 1980 | Dundrod          | 250 cm³                                                                         | Joey Dunlop (Yamaha)                         |                  |                  |
| 51 | 1980 | Dundrod          | 350 cm³                                                                         | Ray McCullough (Yamaha)                      |                  |                  |
| 51 | 1980 | Dundrod          | 500 cm³                                                                         | Donnie Robinson (Suzuki)                     |                  |                  |
| 51 | 1980 | Dundrod          | Classic Race                                                                    | Joey Dunlop (Suzuki)                         |                  |                  |
| 51 | 1980 | Dundrod          | Formel I                                                                        | Graeme Crosby (Suzuki)                       |                  |                  |
| 51 | 1980 | Dundrod          | Formel II                                                                       | Charlie Williams (Yamaha)                    |                  |                  |
| 51 | 1980 | Dundrod          | Formel III                                                                      | Ron Haslam (Honda)                           |                  |                  |
|    |      |                  |                                                                                 |                                              |                  |                  |
| 52 | 1981 | Dundrod          | 250 cm³                                                                         | Tony Rutter (Yamaha)                         |                  |                  |
| 52 | 1981 | Dundrod          | 350 cm³                                                                         | Graeme McGregor (Yamaha)                     |                  |                  |
| 52 | 1981 | Dundrod          | 500 cm³                                                                         | Gary Ligham (Suzuki)                         |                  |                  |
| 52 | 1981 | Dundrod          | Classic Race                                                                    | Tony Rutter (Honda)                          |                  |                  |
| 52 | 1981 | Dundrod          | Formel I                                                                        | Tony Rutter (Honda)                          |                  |                  |
| 52 | 1981 | Dundrod          | Formel II                                                                       | Phil Mellor (Yamaha)                         |                  |                  |
| 52 | 1981 | Dundrod          | Formel III                                                                      | Barry Smith (Yamaha)                         |                  |                  |
|    |      |                  |                                                                                 |                                              |                  |                  |
| 53 | 1982 | Dundrod          | 250 cm³                                                                         | Donnie Robinson (Yamaha)                     |                  |                  |
| 53 | 1982 | Dundrod          | 350 cm³                                                                         | Ray McCullough (Yamaha)                      |                  |                  |
| 53 | 1982 | Dundrod          | 500 cm³                                                                         | Paul Cranston (Yamaha)                       |                  |                  |
| 53 | 1982 | Dundrod          | Classic Race                                                                    | Roger Marshall (Suzuki)                      |                  |                  |
| 53 | 1982 | Dundrod          | Formel I                                                                        | Tony Rutter (Honda)                          |                  |                  |
| 53 | 1982 | Dundrod          | Formel II                                                                       | Tony Rutter (Ducati)                         |                  |                  |
|    |      |                  |                                                                                 |                                              |                  |                  |
| 54 | 1983 | Dundrod          | 250 cm³                                                                         | Brian Reid (Yamaha)                          |                  |                  |
| 54 | 1983 | Dundrod          | 350 cm³                                                                         | Brian Reid (Yamaha)                          |                  |                  |
| 54 | 1983 | Dundrod          | 500 cm³                                                                         | Roger Marshall (Honda)                       |                  |                  |
| 54 | 1983 | Dundrod          | Formel I                                                                        | Joey Dunlop (Honda)                          |                  |                  |
| 54 | 1983 | Dundrod          | Formel II                                                                       | Phil Mellor (Yamaha)                         |                  |                  |
|    |      |                  |                                                                                 |                                              |                  |                  |
| 55 | 1984 | Dundrod          | 250 cm³                                                                         | Joey Dunlop (Honda)                          |                  |                  |
| 55 | 1984 | Dundrod          | 350 cm³                                                                         | Trevor Steele (Yamaha)                       |                  |                  |
| 55 | 1984 | Dundrod          | 500 cm³                                                                         | Joey Dunlop (Honda)                          |                  |                  |
| 55 | 1984 | Dundrod          | Formel I                                                                        | Joey Dunlop (Honda)                          |                  |                  |
| 55 | 1984 | Dundrod          | Formel II                                                                       | John Weeden (Yamaha)                         |                  |                  |
|    |      |                  |                                                                                 |                                              |                  |                  |
| 56 | 1985 | Dundrod          | 250 cm³                                                                         | Joey Dunlop (Honda)                          |                  |                  |
| 56 | 1985 | Dundrod          | 350 cm³                                                                         | Steven Cull (Yamaha)                         |                  |                  |
| 56 | 1985 | Dundrod          | 500 cm³                                                                         | Joey Dunlop (Honda)                          |                  |                  |
| 56 | 1985 | Dundrod          | Formel I                                                                        | Joey Dunlop (Honda)                          |                  |                  |
| 56 | 1985 | Dundrod          | Formel II                                                                       | Brian Reid (Yamaha)                          |                  |                  |
|    |      |                  |                                                                                 |                                              |                  |                  |
| 57 | 1986 | Dundrod          | 250 cm³                                                                         | Steven Cull (Yamaha)                         |                  |                  |
| 57 | 1986 | Dundrod          | 350 cm³                                                                         | Eddie Laycock (Yamaha)                       |                  |                  |
| 57 | 1986 | Dundrod          | Superstock                                                                      | Phil Mellor (Suzuki)                         |                  |                  |
| 57 | 1986 | Dundrod          | Formel I                                                                        | Neil Robinson (Suzuki)                       |                  |                  |
| 57 | 1986 | Dundrod          | Formel II                                                                       | Eddie Laycock (Yamaha)                       |                  |                  |
|    |      |                  |                                                                                 |                                              |                  |                  |
| 58 | 1987 | Dundrod          | 350 cm³                                                                         | Brian Reid (Yamaha)                          |                  |                  |
| 58 | 1987 | Dundrod          | Die veranstaltung wurde wegen schlechten Wetters und eines Unfalls abgebrochen. |                                              |                  |                  |
|    |      |                  |                                                                                 |                                              |                  |                  |
| 59 | 1988 | Dundrod          | 350 cm³ Rennen 1                                                                | Brian Reid (Yamaha)                          |                  |                  |
| 59 | 1988 | Dundrod          | 350 cm³ Rennen 2                                                                | Joey Dunlop (Honda)                          |                  |                  |
| 59 | 1988 | Dundrod          | Superstock                                                                      | Nick Jefferies (Honda)                       |                  |                  |
| 59 | 1988 | Dundrod          | Senior                                                                          | Eddie Laycock (Honda)                        |                  |                  |
| 59 | 1988 | Dundrod          | Formel I                                                                        | Carl Fogarty (Honda)                         |                  |                  |
|    |      |                  |                                                                                 |                                              |                  |                  |
| 60 | 1989 | Dundrod          | 250 cm³                                                                         | Eddie Laycock (Yamaha)                       |                  |                  |
| 60 | 1989 | Dundrod          | Supersport 400                                                                  | Eddie Laycock (Suzuki)                       |                  |                  |
| 60 | 1989 | Dundrod          | Supersport 600                                                                  | Brian Reid (Yamaha)                          |                  |                  |
| 60 | 1989 | Dundrod          | Senior                                                                          | Eddie Laycock (Honda)                        |                  |                  |
| 60 | 1989 | Dundrod          | 1000 cm³                                                                        | Carl Fogarty (Honda)                         |                  |                  |
| 60 | 1989 | Dundrod          | Formel I                                                                        | Steve Hislop (Honda)                         |                  |                  |
| 60 | 1989 | Dundrod          | Gespanne (F2)                                                                   | Derek Brindley / Nick Roche (Sabre)          |                  |                  |
|    |      |                  |                                                                                 |                                              |                  |                  |
| 61 | 1990 | Dundrod          | 125 cm³                                                                         | Robert Dunlop (Honda)                        |                  |                  |
| 61 | 1990 | Dundrod          | 250 / 350 cm³                                                                   | Brian Reid (Yamaha)                          |                  |                  |
| 61 | 1990 | Dundrod          | 600 cm³                                                                         | Steven Cull (Yamaha)                         |                  |                  |
| 61 | 1990 | Dundrod          | Senior                                                                          | Eddie Laycock (Honda)                        |                  |                  |
| 61 | 1990 | Dundrod          | Formel I                                                                        | Joey Dunlop (Honda)                          |                  |                  |
| 61 | 1990 | Dundrod          | Superbike                                                                       | Steve Hislop (Honda)                         |                  |                  |
|    |      |                  |                                                                                 |                                              |                  |                  |
| 62 | 1991 | Dundrod          | 125 cm³                                                                         | Robert Dunlop (Honda)                        |                  |                  |
| 62 | 1991 | Dundrod          | Junior                                                                          | Phillip McCallen (Honda)                     |                  |                  |
| 62 | 1991 | Dundrod          | Supersport 400                                                                  | Phillip McCallen (Honda)                     |                  |                  |
| 62 | 1991 | Dundrod          | 600 cm³                                                                         | Johnny Rea (Yamaha)                          |                  |                  |
| 62 | 1991 | Dundrod          | 750 cm³ Rennen 1                                                                | Joey Dunlop (Honda)                          |                  |                  |
| 62 | 1991 | Dundrod          | 750 cm³ Rennen 2                                                                | Joey Dunlop (Honda)                          |                  |                  |
|    |      |                  |                                                                                 |                                              |                  |                  |
| 63 | 1992 | Dundrod          | 125 cm³                                                                         | Robert Dunlop (Honda)                        |                  |                  |
| 63 | 1992 | Dundrod          | 250 cm³                                                                         | Brian Reid (Yamaha)                          |                  |                  |
| 63 | 1992 | Dundrod          | Supersport 400                                                                  | Brian Reid (Yamaha)                          |                  |                  |
| 63 | 1992 | Dundrod          | 600 cm³                                                                         | Ian Simpson (Honda)                          |                  |                  |
| 63 | 1992 | Dundrod          | Senior Rennen 1                                                                 | Robert Dunlop (Norton)                       |                  |                  |
| 63 | 1992 | Dundrod          | Senior Rennen 2                                                                 | Robert Dunlop (Norton)                       |                  |                  |
|    |      |                  |                                                                                 |                                              |                  |                  |
| 64 | 1993 | Dundrod          | 125 cm³                                                                         | Robert Dunlop (Honda)                        |                  |                  |
| 64 | 1993 | Dundrod          | Junior                                                                          | Phillip McCallen (Honda)                     |                  |                  |
| 64 | 1993 | Dundrod          | Supersport 400                                                                  | Iain Duffus (Yamaha)                         |                  |                  |
| 64 | 1993 | Dundrod          | 600 cm³                                                                         | Phillip McCallen (Honda)                     |                  |                  |
| 64 | 1993 | Dundrod          | Senior                                                                          | Phillip McCallen (Honda)                     |                  |                  |
|    |      |                  |                                                                                 |                                              |                  |                  |
| 65 | 1994 | Dundrod          | 125 cm³                                                                         | Joey Dunlop (Honda)                          |                  |                  |
| 65 | 1994 | Dundrod          | 250 / 400 cm³ Rennen 1                                                          | Phillip McCallen (Honda)                     |                  |                  |
| 65 | 1994 | Dundrod          | 250 / 400 cm³ Rennen 2                                                          | Phillip McCallen (Honda)                     |                  |                  |
| 65 | 1994 | Dundrod          | 600 cm³                                                                         | Phillip McCallen (Honda)                     |                  |                  |
| 65 | 1994 | Dundrod          | Supermono                                                                       | Jason Griffiths (Yamaha)                     |                  |                  |
| 65 | 1994 | Dundrod          | Superbike Rennen 1                                                              | Joey Dunlop (Honda)                          |                  |                  |
| 65 | 1994 | Dundrod          | Superbike Rennen 2                                                              | Phillip McCallen (Honda)                     |                  |                  |
|    |      |                  |                                                                                 |                                              |                  |                  |
| 66 | 1995 | Dundrod          | 125 cm³                                                                         | James Courtney (Honda)                       |                  |                  |
| 66 | 1995 | Dundrod          | 250 / 400 cm³ Rennen 1                                                          | Joey Dunlop (Honda)                          |                  |                  |
| 66 | 1995 | Dundrod          | 250 / 400 cm³ Rennen 2                                                          | Joey Dunlop (Honda)                          |                  |                  |
| 66 | 1995 | Dundrod          | 600 cm³                                                                         | Iain Duffus (Honda)                          |                  |                  |
| 66 | 1995 | Dundrod          | Superbike Rennen 1                                                              | Joey Dunlop (Honda)                          |                  |                  |
| 66 | 1995 | Dundrod          | Superbike Rennen 2                                                              | Robert Holden (Ducati)                       |                  |                  |
| 66 | 1995 | Dundrod          | Gespanne (F2)                                                                   | Rob Fisher / Boyd Hutchinson (Yamaha)        |                  |                  |
| 66 | 1995 | Dundrod          | Gespanne (Open)                                                                 | Dave Molyneux / Peter Hill (KRA)             |                  |                  |
|    |      |                  |                                                                                 |                                              |                  |                  |
| 67 | 1996 | Dundrod          | 125 cm³                                                                         | Phelim Owens (Honda)                         |                  |                  |
| 67 | 1996 | Dundrod          | 250 cm³                                                                         | Phillip McCallen (Honda)                     |                  |                  |
| 67 | 1996 | Dundrod          | Junior                                                                          | Phillip McCallen (Honda)                     |                  |                  |
| 67 | 1996 | Dundrod          | 600 cm³                                                                         | Phillip McCallen (Honda)                     |                  |                  |
| 67 | 1996 | Dundrod          | Superbike Rennen 1                                                              | Phillip McCallen (Honda)                     |                  |                  |
| 67 | 1996 | Dundrod          | Superbike Rennen 2                                                              | Phillip McCallen (Honda)                     |                  |                  |
| 67 | 1996 | Dundrod          | Gespanne (F2)                                                                   | Kenny Howles / Steve Pointer (Yamaha)        |                  |                  |
| 67 | 1996 | Dundrod          | Gespanne (Open)                                                                 | Rob Fisher / Rick Long (Suzuki)              |                  |                  |
|    |      |                  |                                                                                 |                                              |                  |                  |
| 68 | 1997 | Dundrod          | 125 cm³                                                                         | Phelim Owens (Honda)                         |                  |                  |
| 68 | 1997 | Dundrod          | 250 cm³                                                                         | Owen McNally (Aprilia)                       |                  |                  |
| 68 | 1997 | Dundrod          | Junior                                                                          | Joey Dunlop (Honda)                          |                  |                  |
| 68 | 1997 | Dundrod          | 600 cm³                                                                         | Bob Jackson (Honda)                          |                  |                  |
| 68 | 1997 | Dundrod          | Superbike Rennen 1                                                              | Jason Griffiths (Honda)                      |                  |                  |
| 68 | 1997 | Dundrod          | Superbike Rennen 2                                                              | Simon Beck (Kawasaki)                        |                  |                  |
| 68 | 1997 | Dundrod          | Gespanne (F2)                                                                   | Wegen eines tödlichen Unfalls annulliert.    |                  |                  |
| 68 | 1997 | Dundrod          | Gespanne (Open)                                                                 | Wegen eines tödlichen Unfalls annulliert.    |                  |                  |
|    |      |                  |                                                                                 |                                              |                  |                  |
| 69 | 1998 | Dundrod          | 125 cm³                                                                         | Robert Dunlop (Honda)                        |                  |                  |
| 69 | 1998 | Dundrod          | 250 cm³                                                                         | Ian Lougher (Honda)                          |                  |                  |
| 69 | 1998 | Dundrod          | Junior                                                                          | Owen McNally (Aprilia)                       |                  |                  |
| 69 | 1998 | Dundrod          | 600 cm³                                                                         | Jason Griffiths (Honda)                      |                  |                  |
| 69 | 1998 | Dundrod          | Superbike Rennen 1                                                              | Jason Griffiths (Honda)                      |                  |                  |
| 69 | 1998 | Dundrod          | Superbike Rennen 2                                                              | Ian Simpson (Honda)                          |                  |                  |
|    |      |                  |                                                                                 |                                              |                  |                  |
| 70 | 1999 | Dundrod          | 125 cm³                                                                         | Phelim Owens (Honda)                         |                  |                  |
| 70 | 1999 | Dundrod          | 250 cm³ Rennen 1                                                                | Alan Patterson (Honda)                       |                  |                  |
| 70 | 1999 | Dundrod          | 250 cm³ Rennen 2                                                                | Owen McNally (Aprilia)                       |                  |                  |
| 70 | 1999 | Dundrod          | 600 cm³                                                                         | Iain Duffus (Honda)                          |                  |                  |
| 70 | 1999 | Dundrod          | Superbike Rennen 1                                                              | David Jefferies (Honda)                      |                  |                  |
| 70 | 1999 | Dundrod          | Superbike Rennen 2                                                              | Joey Dunlop (Honda)                          |                  |                  |
|    |      |                  |                                                                                 |                                              |                  |                  |
| 71 | 2000 | Dundrod          | 125 cm³                                                                         | Robert Dunlop (Honda)                        |                  |                  |
| 71 | 2000 | Dundrod          | 600 cm³                                                                         | Ian Lougher (Honda)                          |                  |                  |
| 71 | 2000 | Dundrod          | Production                                                                      | Adrian Archibald (Honda)                     |                  |                  |
| 71 | 2000 | Dundrod          | Superbike Rennen 1                                                              | David Jefferies (Yamaha)                     |                  |                  |
| 71 | 2000 | Dundrod          | Superbike Rennen 2                                                              | David Jefferies (Yamaha)                     |                  |                  |
|    |      |                  |                                                                                 |                                              |                  |                  |
| 72 | 2001 | Dundrod          | 125 cm³                                                                         | Robert Dunlop (Honda)                        |                  |                  |
| 72 | 2001 | Dundrod          | 250 cm³                                                                         | Neil Richardson (Yamaha)                     |                  |                  |
| 72 | 2001 | Dundrod          | 600 cm³                                                                         | Adrian Archibald (Honda)                     |                  |                  |
| 72 | 2001 | Dundrod          | Production                                                                      | Ian Lougher (Suzuki)                         |                  |                  |
| 72 | 2001 | Dundrod          | UGP                                                                             | Adrian Archibald (Honda)                     |                  |                  |
| 72 | 2001 | Dundrod          | Open                                                                            | Ian Lougher (Suzuki)                         |                  |                  |
|    |      |                  |                                                                                 |                                              |                  |                  |
| 73 | 2002 | Dundrod          | 125 cm³                                                                         | Darran Lindsay (Suzuki)                      |                  |                  |
| 73 | 2002 | Dundrod          | 250 cm³                                                                         | Darran Lindsay (Honda)                       |                  |                  |
| 73 | 2002 | Dundrod          | Supersport 400                                                                  | Ryan Farquhar (Kawasaki)                     |                  |                  |
| 73 | 2002 | Dundrod          | 600 cm³                                                                         | Ian Lougher (Suzuki)                         |                  |                  |
| 73 | 2002 | Dundrod          | Production 600                                                                  | Darran Lindsay (Suzuki)                      |                  |                  |
| 73 | 2002 | Dundrod          | Production 1000                                                                 | David Jefferies (Suzuki)                     |                  |                  |
| 73 | 2002 | Dundrod          | UGP Rennen 1                                                                    | Ian Lougher (Suzuki)                         |                  |                  |
| 73 | 2002 | Dundrod          | UGP Rennen 2                                                                    | Ian Lougher (Suzuki)                         |                  |                  |
|    |      |                  |                                                                                 |                                              |                  |                  |
| 74 | 2003 | Dundrod          | 125 cm³                                                                         | Robert Dunlop (Honda)                        |                  |                  |
| 74 | 2003 | Dundrod          | Supersport 400                                                                  | Iain Duffus (Kawasaki)                       |                  |                  |
| 74 | 2003 | Dundrod          | 600 cm³                                                                         | Ian Lougher (Suzuki)                         |                  |                  |
| 74 | 2003 | Dundrod          | Production 600                                                                  | Darran Lindsay (Suzuki)                      |                  |                  |
| 74 | 2003 | Dundrod          | Production 1000                                                                 | Bruce Anstey (Suzuki)                        |                  |                  |
| 74 | 2003 | Dundrod          | UGP Rennen 1                                                                    | Adrian Archibald (Suzuki)                    |                  |                  |
| 74 | 2003 | Dundrod          | UGP Rennen 2                                                                    | Ian Lougher (Suzuki)                         |                  |                  |
|    |      |                  |                                                                                 |                                              |                  |                  |
| 75 | 2004 | Dundrod          | 125 cm³                                                                         | Chris Palmer (Honda)                         |                  |                  |
| 75 | 2004 | Dundrod          | Supersport 400                                                                  | Anita Buxton (Kawasaki)                      |                  |                  |
| 75 | 2004 | Dundrod          | 600 cm³                                                                         | Bruce Anstey (Suzuki)                        |                  |                  |
| 75 | 2004 | Dundrod          | Production 600                                                                  | Bruce Anstey (Suzuki)                        |                  |                  |
| 75 | 2004 | Dundrod          | Production 1000                                                                 | Ryan Farquhar (Kawasaki)                     |                  |                  |
| 75 | 2004 | Dundrod          | UGP Rennen 1                                                                    | Bruce Anstey (Suzuki)                        |                  |                  |
| 75 | 2004 | Dundrod          | UGP Rennen 2                                                                    | annulliert                                   |                  |                  |
|    |      |                  |                                                                                 |                                              |                  |                  |
| 76 | 2005 | Dundrod          | 250 cm³                                                                         | John McGuinness (Honda)                      |                  |                  |
| 76 | 2005 | Dundrod          | Supersport Rennen 1                                                             | John McGuinness (Honda)                      |                  |                  |
| 76 | 2005 | Dundrod          | Supersport Rennen 2                                                             | Ryan Farquhar (Kawasaki)                     |                  |                  |
| 76 | 2005 | Dundrod          | Superstock                                                                      | Ian Lougher (Honda)                          |                  |                  |
| 76 | 2005 | Dundrod          | UGP Rennen 1                                                                    | Ian Lougher (Honda)                          |                  |                  |
| 76 | 2005 | Dundrod          | UGP Rennen 2                                                                    | Ian Lougher (Honda)                          |                  |                  |
|    |      |                  |                                                                                 |                                              |                  |                  |
| 77 | 2006 | Dundrod          | 250 cm³                                                                         | Darran Lindsay (Honda)                       |                  |                  |
| 77 | 2006 | Dundrod          | Supersport Rennen 1                                                             | Guy Martin (Yamaha)                          |                  |                  |
| 77 | 2006 | Dundrod          | Supersport Rennen 2                                                             | Guy Martin (Yamaha)                          |                  |                  |
| 77 | 2006 | Dundrod          | Superstock                                                                      | Bruce Anstey (Suzuki)                        |                  |                  |
| 77 | 2006 | Dundrod          | UGP Rennen 1                                                                    | Guy Martin (Yamaha)                          |                  |                  |
| 77 | 2006 | Dundrod          | UGP Rennen 2                                                                    | Guy Martin (Yamaha)                          |                  |                  |
|    |      |                  |                                                                                 |                                              |                  |                  |
| 78 | 2007 | Dundrod          | 250 cm³                                                                         | William Dunlop (Honda)                       |                  |                  |
| 78 | 2007 | Dundrod          | Supersport Rennen 1                                                             | Guy Martin (Yamaha)                          |                  |                  |
| 78 | 2007 | Dundrod          | Supersport Rennen 2                                                             | Wegen schlechten Wetters annulliert.         |                  |                  |
| 78 | 2007 | Dundrod          | Superstock                                                                      | Ryan Farquhar (Kawasaki)                     |                  |                  |
| 78 | 2007 | Dundrod          | UGP Rennen 1                                                                    | Ian Hutchinson (Honda)                       |                  |                  |
| 78 | 2007 | Dundrod          | UGP Rennen 2                                                                    | Wegen schlechten Wetters annulliert.         |                  |                  |
|    |      |                  |                                                                                 |                                              |                  |                  |
|    | 2008 | Dundrod          | Wegen schlechten Wetters annulliert.                                            | Wegen schlechten Wetters annulliert.         |                  |                  |
|    |      |                  |                                                                                 |                                              |                  |                  |
| 79 | 2009 | Dundrod          | Supertwin                                                                       | Ryan Farquhar (Kawasaki)                     |                  |                  |
| 79 | 2009 | Dundrod          | 250 cm³                                                                         | William Dunlop (Honda)                       |                  |                  |
| 79 | 2009 | Dundrod          | Supersport Rennen 1                                                             | Ryan Farquhar (Kawasaki)                     |                  |                  |
| 79 | 2009 | Dundrod          | Supersport Rennen 2                                                             | William Dunlop (Yamaha)                      |                  |                  |
| 79 | 2009 | Dundrod          | Superstock                                                                      | Ian Hutchinson (Honda)                       |                  |                  |
| 79 | 2009 | Dundrod          | UGP Rennen 1                                                                    | Conor Cummins (Kawasaki)                     |                  |                  |
| 79 | 2009 | Dundrod          | UGP Rennen 2                                                                    | Guy Martin (Honda)                           |                  |                  |
|    |      |                  |                                                                                 |                                              |                  |                  |
| 80 | 2010 | Dundrod          | Supertwin                                                                       | Ryan Farquhar (Kawasaki)                     |                  |                  |
| 80 | 2010 | Dundrod          | 250 cm³                                                                         | Ian Lougher (Honda)                          |                  |                  |
| 80 | 2010 | Dundrod          | Supersport Rennen 1                                                             | Keith Amor (Honda)                           |                  |                  |
| 80 | 2010 | Dundrod          | Supersport Rennen 2                                                             | Ian Hutchinson (Honda)                       |                  |                  |
| 80 | 2010 | Dundrod          | Superstock                                                                      | Ian Hutchinson (Honda)                       |                  |                  |
| 80 | 2010 | Dundrod          | UGP Rennen 1                                                                    | Ian Hutchinson (Honda)                       |                  |                  |
| 80 | 2010 | Dundrod          | UGP Rennen 2                                                                    | Bruce Anstey (Suzuki)                        |                  |                  |
|    |      |                  |                                                                                 |                                              |                  |                  |
| 81 | 2011 | Dundrod          | Supertwin                                                                       | Ryan Farquhar (Kawasaki)                     |                  |                  |
| 81 | 2011 | Dundrod          | 250 cm³                                                                         | Ian Lougher (Honda)                          |                  |                  |
| 81 | 2011 | Dundrod          | Supersport Rennen 1                                                             | Michael Dunlop (Yamaha)                      |                  |                  |
| 81 | 2011 | Dundrod          | Supersport Rennen 2                                                             | Michael Dunlop (Yamaha)                      |                  |                  |
| 81 | 2011 | Dundrod          | Superstock                                                                      | Michael Dunlop (Kawasaki)                    |                  |                  |
| 81 | 2011 | Dundrod          | Superbike Rennen 1                                                              | Bruce Anstey (Honda)                         |                  |                  |
| 81 | 2011 | Dundrod          | Superbike Rennen 2                                                              | Guy Martin (Suzuki)                          |                  |                  |
|    |      |                  |                                                                                 |                                              |                  |                  |
| 82 | 2012 | Dundrod          | Supertwin                                                                       | Ryan Farquhar (Kawasaki)                     |                  |                  |
| 82 | 2012 | Dundrod          | 250 cm³                                                                         | Davy Morgan (Honda)                          |                  |                  |
| 82 | 2012 | Dundrod          | Supersport Rennen 1                                                             | William Dunlop (Honda)                       |                  |                  |
| 82 | 2012 | Dundrod          | Supersport Rennen 2                                                             | Bruce Anstey (Honda)                         |                  |                  |
| 82 | 2012 | Dundrod          | Superstock                                                                      | Michael Dunlop (Kawasaki)                    |                  |                  |
| 82 | 2012 | Dundrod          | Superbike Rennen 1                                                              | Guy Martin (Suzuki)                          |                  |                  |
| 82 | 2012 | Dundrod          | Superbike Rennen 2                                                              | Michael Dunlop (Honda)                       |                  |                  |
|    |      |                  |                                                                                 |                                              |                  |                  |
| 83 | 2013 | Dundrod          | Ultralightweight                                                                | Ian Lougher (Honda)                          |                  |                  |
| 83 | 2013 | Dundrod          | Lightweight                                                                     | Ivan Lintin (Kawasaki)                       |                  |                  |
| 83 | 2013 | Dundrod          | Supersport Rennen 1                                                             | Guy Martin (Suzuki)                          |                  |                  |
| 83 | 2013 | Dundrod          | Supersport Rennen 2                                                             | William Dunlop (Yamaha)                      |                  |                  |
| 83 | 2013 | Dundrod          | Superstock                                                                      | Michael Dunlop (Honda)                       |                  |                  |
| 83 | 2013 | Dundrod          | Superbike Rennen 1                                                              | Guy Martin (Suzuki)                          |                  |                  |
| 83 | 2013 | Dundrod          | Superbike Rennen 2                                                              | Guy Martin (Suzuki)                          |                  |                  |
|    |      |                  |                                                                                 |                                              |                  |                  |
| 84 | 2014 | Dundrod          | Ultralightweight                                                                | Daley Mathison (Honda)                       |                  |                  |
| 84 | 2014 | Dundrod          | Lightweight                                                                     | James Cowton (Yamaha)                        |                  |                  |
| 84 | 2014 | Dundrod          | Supertwins                                                                      | Ivan Lintin (Kawasaki)                       |                  |                  |
| 84 | 2014 | Dundrod          | Supersport Rennen 1                                                             | Wegen schlechten Wetters annulliert.         |                  |                  |
| 84 | 2014 | Dundrod          | Supersport Rennen 2                                                             | Bruce Anstey (Honda)                         |                  |                  |
| 84 | 2014 | Dundrod          | Superstock                                                                      | Dan Kneen (Suzuki)                           |                  |                  |
| 84 | 2014 | Dundrod          | Superbike Rennen 1                                                              | Bruce Anstey (Honda)                         |                  |                  |
| 84 | 2014 | Dundrod          | Superbike Rennen 2                                                              | Wegen schlechten Wetters annulliert.         |                  |                  |
|    |      |                  |                                                                                 |                                              |                  |                  |
| 85 | 2015 | Dundrod          | Ultralightweight                                                                | Christian Elkin (Honda)                      |                  |                  |
| 85 | 2015 | Dundrod          | Lightweight                                                                     | Sam Wilson (Honda)                           |                  |                  |
| 85 | 2015 | Dundrod          | Supertwins                                                                      | Derek McGee (Kawasaki)                       |                  |                  |
| 85 | 2015 | Dundrod          | Supersport Rennen 1                                                             | Lee Johnston (Triumph)                       |                  |                  |
| 85 | 2015 | Dundrod          | Supersport Rennen 2                                                             | Lee Johnston (Triumph)                       |                  |                  |
| 85 | 2015 | Dundrod          | Superstock                                                                      | Lee Johnston (BMW)                           |                  |                  |
| 85 | 2015 | Dundrod          | Superbike Rennen 1                                                              | Bruce Anstey (Honda)                         |                  |                  |
| 85 | 2015 | Dundrod          | Superbike Rennen 2                                                              | Peter Hickman (BMW)                          |                  |                  |
|    |      |                  |                                                                                 |                                              |                  |                  |
| 86 | 2016 | Dundrod          | Ultralightweight                                                                | Christian Elkin (Honda)                      |                  |                  |
| 86 | 2016 | Dundrod          | Lightweight                                                                     | Neil Kernohan (Honda)                        |                  |                  |
| 86 | 2016 | Dundrod          | Supertwins                                                                      | Daniel Cooper (Kawasaki)                     |                  |                  |
| 86 | 2016 | Dundrod          | Supersport Rennen 1                                                             | Bruce Anstey (Honda)                         |                  |                  |
| 86 | 2016 | Dundrod          | Supersport Rennen 2                                                             | Ian Hutchinson (Yamaha)                      |                  |                  |
| 86 | 2016 | Dundrod          | Superstock                                                                      | Ian Hutchinson (BMW)                         |                  |                  |
| 86 | 2016 | Dundrod          | Superbike Rennen 1                                                              | Ian Hutchinson (BMW)                         |                  |                  |
| 86 | 2016 | Dundrod          | Superbike Rennen 2                                                              | Ian Hutchinson (BMW)                         |                  |                  |
| 86 | 2016 | Dundrod          | Superpole                                                                       | Bruce Anstey (Honda)                         |                  |                  |
|    |      |                  |                                                                                 |                                              |                  |                  |
| 86 | 2017 | Dundrod          | Ultralightweight                                                                | Paul Robinson (Honda)                        |                  |                  |
| 86 | 2017 | Dundrod          | Lightweight                                                                     | Davy Morgan (Honda)                          |                  |                  |
| 86 | 2017 | Dundrod          | Supertwins                                                                      | Ivan Lintin (Kawasaki)                       |                  |                  |
| 86 | 2017 | Dundrod          | Supersport Rennen 1                                                             | Peter Hickman (Triumph )                     |                  |                  |
| 86 | 2017 | Dundrod          | Supersport Rennen 2                                                             | Peter Hickman (Triumph )                     |                  |                  |
| 86 | 2017 | Dundrod          | Superstock                                                                      | Peter Hickman (BMW)                          |                  |                  |
| 86 | 2017 | Dundrod          | Superbike Rennen 1                                                              | Bruce Anstey (Honda)                         |                  |                  |
| 86 | 2017 | Dundrod          | Superbike Rennen 2                                                              | Dean Harrison (Kawasaki)                     |                  |                  |
|    |      |                  |                                                                                 |                                              |                  |                  |
| 87 | 2018 | Dundrod          | Ultralightweight                                                                | Michal Dokoupil (ArianeTech)                 |                  |                  |
| 87 | 2018 | Dundrod          | Lightweight                                                                     | Shaun Anderson (Honda)                       |                  |                  |
| 87 | 2018 | Dundrod          | Supertwins                                                                      | Ivan Lintin (Kawasaki)                       |                  |                  |
| 87 | 2018 | Dundrod          | Supersport                                                                      | Peter Hickman (Triumph )                     |                  |                  |
| 87 | 2018 | Dundrod          | Superstock                                                                      | Dean Harrison (Kawasaki)                     |                  |                  |
| 87 | 2018 | Dundrod          | Superbike                                                                       | Peter Hickman (BMW)                          |                  |                  |
|    |      |                  |                                                                                 |                                              |                  |                  |
| 88 | 2019 | Dundrod          | Ultralightweight                                                                | Michal Dokoupil (ArianeTech)                 |                  |                  |
| 88 | 2019 | Dundrod          | Lightweight                                                                     | Neil Kernohan (Honda)                        |                  |                  |
| 88 | 2019 | Dundrod          | Supertwins Rennen 1                                                             | Paul Jordan (Kawasaki)                       |                  |                  |
| 88 | 2019 | Dundrod          | Supertwins Rennen 2                                                             | Christian Elkin (Kawasaki)                   |                  |                  |
| 88 | 2019 | Dundrod          | Supersport Rennen 1                                                             | Peter Hickman (Triumph)                      |                  |                  |
| 88 | 2019 | Dundrod          | Supersport Rennen 2                                                             | Peter Hickman (Triumph)                      |                  |                  |
| 88 | 2019 | Dundrod          | Supersport Rennen 3                                                             | Peter Hickman (Triumph)                      |                  |                  |
| 88 | 2019 | Dundrod          | Superstock                                                                      | Peter Hickman (BMW)                          |                  |                  |
| 88 | 2019 | Dundrod          | Superbike Rennen 1                                                              | Peter Hickman (BMW)                          |                  |                  |
| 88 | 2019 | Dundrod          | Superbike Rennen 2                                                              | Peter Hickman (BMW)                          |                  |                  |
| 88 | 2019 | Dundrod          | Superbike Rennen 3                                                              | Peter Hickman (BMW)                          |                  |                  |

## Verweise